# Кронпринценког
Кронпринценког (нем. Kronprinzenkoog) — община в Германии, в земле Шлезвиг-Гольштейн. 
Входит в состав района Дитмаршен. Подчиняется управлению КЛьГ Марне-Ланд.  Население составляет 892 человека (на 31 декабря 2010 года). Занимает площадь 28,85 км².